# Cleistanthus travancorensis
Espèce
Statut de conservation UICN

 EN B1+2c : En danger
Cleistanthus travancorensis est une espèce de plantes à fleurs de la famille des Phyllanthaceae.

## Liste des variétés
Selon Catalogue of Life (9 avril 2019) :
- variété Cleistanthus travancorensis var. sankunnianus (Sivar. & Balach.) Udayan & Chakrab.
- variété Cleistanthus travancorensis var. travancorensis

Selon World Checklist of Selected Plant Families (WCSP) (9 avril 2019) :
- variété Cleistanthus travancorensis var. sankunnianus (Sivar. & Balach.) Udayan & Chakrab. (2012)
- variété Cleistanthus travancorensis var. travancorensis

## Publication originale
- Das Pflanzenreich 147,8(Heft 65): 21. 1915.